# Galerije
Galerije (lat. Gaius Galerius Valerius Maximianus; Gaj Galerije Valerije Maksimijan), (kraj Serdike, o. 250. – Nikomedija, svibanj 311.), rimski car od 305. do svoje smrti 311. Za vrijeme rimske tetrarhije, bio je jedan od četvorice careva Rimskog Carstva. Od 293. godine vladao je kao suvladar cara Dioklecijana (284. – 305.) koji mu je dao svoju kćer Valeriju za ženu. Ozloglašen je zbog progona kršćana.

## Životopis
Rodio se u skromnoj obitelji na području antičke Serdike. Ostvario je značajnu vojnu karijeru. Godine 293. car Dioklecijan uzeo ga je za svog suvladara (cezara) i dao mu svoju kćer Valeriju za ženu, zbog čega se morao rastati od prethodne. Nakon uprave nad Egiptom, uspješno je ratovao protiv Gota i Sarmata (294. – 296.), a potom protiv Perzijanaca 297. godine. Dana 23. veljače 303. godine objavio je, zajedno s carem Dioklecijanom, edikt protiv kršćana.
Godine 305. nasljedio je Dioklecijana kao august Istoka i uzeo za novog cezara Konstancijeva sina, Konstantina. Nakon smrti augusta Konstancija I. Klora 306. godine, htio je postaviti Severa († 307.) za novog augusta Zapada, no morao je naposljetku priznati Konstancijeva sina Konstantina za novog cara Zapada. Godine 308. proglasio je svog prijatelja Licinija novim carem Zapada, ali taj je ostvario vlast samo na području oko Dunava. Aktivno je sudjelovao u progonu kršćana, a tek je pred smrt 30. travnja 311., pritisnut bolešću, proglasio u Nikomediji, edikt o toleranciji kršćana.

## Zanimljivosti
Galerijeva palača Romuliana (Gamzigrad) kod Zaječara u Srbiji nalazi se na UNESCO-ovoj listi zaštićene kulturne baštine.